# Francesco Guidolin (polityk)
Francesco Guidolin (ur. 21 marca 1923 w Cartigliano, zm. 3 marca 2016 w Vicenzy) – włoski polityk, działacz związkowy i samorządowiec, poseł do Parlamentu Europejskiego III kadencji.

## Życiorys
Z zawodu nauczyciel. Był aktywnym związkowcem w ramach Włoskiej Konfederacji Pracowniczych Związków Zawodowych (CISL). Współtworzył jej struktury w Vicenzy, był sekretarzem CISL na poziomie prowincji. Był również wieloletnim działaczem Chrześcijańskiej Demokracji. Wchodził w skład rady regionalnej Wenecji Euganejskiej, był asesorem w rządzie regionalnym i przewodniczącym rady regionalnej.
W latach 1989–1994 sprawował mandat eurodeputowanego III kadencji.